# 台東馬偕紀念醫院
台東馬偕紀念醫院（英語：Taitung MacKay Memorial Hospital），全銜台灣基督長老教會馬偕醫療財團法人台東馬偕紀念醫院。位於臺灣臺東縣臺東市，是台灣基督長老教會馬偕醫療財團法人旗下的醫院，也是臺東縣境內唯一的區域教學醫院與醫師照護網最為完整的醫院。

## 沿革

### 成立背景
加拿大基督教長老教會馬偕牧師於1879年在今日新北市淡水地區創立臺灣北部第一所西醫院「偕醫館」，為馬偕紀念醫院之前身。1982年馬偕紀念醫院得知臺灣東部地區醫療資源匱乏之窘境，逐接連兩年都派遣旗下醫師支援臺東縣政府蘭嶼衛生所協助醫療照護服務。自此馬偕醫療體系開始接觸臺東地區。
1983年起馬偕醫療體系開始巡迴駐診，包含臺東縣成功鎮成功衛生所、太麻里衛生所，以及花蓮縣富里衛生所等，並開辦群體醫療執業中心直到1985年。期間的1984年與臺東省立醫院（今衛服部臺東醫院）實施醫療合作計畫，直到1985年時每個月均有十多名馬偕醫療體系的青年醫師巡迴於花蓮縣與臺東縣。於此同時花蓮縣佛教慈濟基金會成立花蓮慈濟醫院，鄰近的高雄市也有高雄長庚紀念醫院的成立，唯獨臺東縣當時仍未有大型醫療機構願意進駐設立分院。

### 醫院成立
1985年12月14日經過時任馬偕紀念醫院院長吳再成及臺東地區各界人士積極奔走推動下，馬偕紀念醫院台東分院正式破土動工，院址選定於臺東市鯉魚山與太平溪之間，由臺東縣政府無償提供土地。1987年8月15日台東分院歷經一年半施工期正式竣工啟用，也自此成為臺東縣境內唯一的區域性教學醫院。
馬偕紀念醫院台東分院成立後，陸續在還未有全民健康保險實施期間，於臺東縣境內山區及離島等偏鄉地區展開為期七年的免費義診服務。1998年辦理「蘭綠計畫」，每個月定期派遣醫師前往蘭嶼鄉、綠島鄉服務當地居民，以及於金峰鄉承辦中央健康保險局的「全民健康保險山地離島地區醫療給付效益提昇計畫」（IDS計畫）。2000年7月起台東分院定期每個月二次，選定縣內不同的原住民部落，進行巡迴醫療服務。2008年開始推動弱勢銀髮族點燈計畫，照顧遍及臺東縣各偏遠部落獨居老人。

### 擴建設備
2011年台東分院有感於原醫療大樓空間與設備等均已不敷使用，加上臺東地區缺乏急重症醫療機制與設備等，因此對外發表新急重症醫療大樓之建設願景，並開始辦理募款工作，最終歷經三年募款達新臺幣2億7千4百萬元與施工建設，新急重症醫療大樓於2014年5月1日竣工啟用，並將該大樓命名為「恩典樓」，規劃設有血液透析中心、復健中心、外傷照護病房、燒燙傷病房、門診化療中心、第二心導管室、加護病房及擴充生理檢查室、健康檢查中心等多項醫療設備。當日也同時辦理台東分院院長交接典禮，由連任三次的院長張冠宇交接給婦產科醫師王功亮升任院長。
台東分院王功亮院長上任以來，了解臺東地區雖然癌症罹患率並非全臺最高，但因罹患癌症之死亡率相對於全臺平均值高出許多，因此於2016年起成立八大癌症專科團隊，命名為東馬癌症中心，並由臺北的馬偕總院長施壽全指示下調派人力南下支援東馬癌症中心，以及引進核子醫學充實治療設備，加強臺東地區癌症治療能力，後續規劃將再次對外募款籌組癌症治療大樓之計畫。
2017年1月13日馬偕紀念醫院台東分院更名為「台灣基督長老教會馬偕醫療財團法人台東馬偕紀念醫院」。同年8月15日台東馬偕醫院歷經三年榮獲衛服部國民健康署「癌症診療品質認證」，代表台東馬偕醫院癌症檢查、診斷、治療及照護品質已達國家認可之水準。
台東馬偕醫院為臺東縣境內的三大主要醫院之一，因此服務範圍遍及全縣，而臺東縣又因地廣人稀，大眾交通工具不甚發達，致使許多居民須自駕車輛前往台東馬偕醫院就診，造成台東馬偕醫院周圍停車位一位難求的狀況，對此2019年1月18日臺東縣縣長饒慶鈴表示將進行設置停車場的可行性評估，初步規劃有四處地點可深入評估，包含縣立東海國民小學操場、縣立體育場溜冰場、太平溪堤外高灘地，以及縣府閒置用地等四處。
不過東海國小校長表示，若縣政府將利用該校操場設置地下停車場，改建期間該校將完全沒有戶外活動場所，後續的管理維護也是一大問題，加上東海國小鄰近太平溪畔，地下水層高，甚至曾在颱風期間出現過地下湧水現象，種種因素使東海國小方面強烈反對。對此縣長饒慶鈴表示，經會同建設處討論，四大方案中以太平溪高灘地停車場方案為佳，僅需整治長140公尺、寬18公尺的高灘地作為臨時停車場，以及增建越堤道路即可，接下來臺東縣政府也將向中央申請補助興建高灘地停車場，以解決台東馬偕醫院的停車問題。

### 尼伯特颱風
2016年7月7日強烈颱風尼伯特襲擊臺灣東部地區，於當日凌晨在臺東縣太麻里鄉香蘭地區登陸，造成臺東地區嚴重災情，以及300多人受傷，台東馬偕醫院於風災期間啟動大量傷患動員機制，加入召回人力150人以及留院人力等，總計共動員400多位救護人員，是該院自1987年創院以來動員人數最多的一次災害。
而台東馬偕醫院本身也是受災戶，因風災影響，強勁風勢將部分玻璃吹破，大雨灌入院內空間，導致加護病房、心導管室等漏水，甚至淹水的災情，而院內全臺東地區唯一設有的心導管冷卻系統、心導管機、核磁共振儀、血管攝影機，以及電腦斷層掃描儀等也都在該次風災中破壞故障停用，造成臺東地區醫療能力大大衰減，整體損失也高達新臺幣1千5百萬元。
因此台東馬偕醫院在後續復健工作中，積極對外募款籌措復健經費，與擬定救命醫療設備需配置兩台以上的規劃，逐於2017年9月增購第二台心導管機，2017年8月再增購一部電腦斷層掃描儀等，未來預計將再增加第2套癌症放射治療儀、以及核子醫學正子攝影儀等。

### 歷任院長[2]
| 任別 | 姓名   | 任期                           | 備註              |
| ---- | ------ | ------------------------------ | ----------------- |
| 1    | 楊東傑 | 1986年10月17日－1989年 6月30日 | 第1任院長         |
| 2    | 黃文鉅 | 1989年 7月 1日－1991年 6月30日 | 第2任院長         |
| 3    | 許日章 | 1991年 7月 1日－1995年12月31日 | 第3任院長         |
| 4    | 魏志濤 | 1996年 1月 1日－2002年 4月30日 | 第4、5任院長      |
| 5    | 張冠宇 | 2002年 5月 1日－2014年 4月30日 | 第6、7、8任院長   |
| 6    | 王功亮 | 2014年 5月 1日－2023年12月28日 | 第9、10、11任院長 |
| 7    | 王光德 | 2023年12月29日-                | 現任院長          |

## 外部連結
- 官方网站